# El Progreso (Azuay)
El Progreso ist eine Ortschaft und eine Parroquia rural („ländliches Kirchspiel“) im Kanton Nabón der ecuadorianischen Provinz Azuay. Die Parroquia besitzt eine Fläche von 158 km². Die Einwohnerzahl lag im Jahr 2010 bei 2012.

## Lage
Die Parroquia El Progreso erstreckt sich über das Bergland am Rechtsufer des Unterlaufs des Río León. Dieser begrenzt das Verwaltungsgebiet im Südwesten. Der Höhenkamm Cordillera de Alpachaca verläuft entlang der südöstlichen Verwaltungsgrenze. Der etwa 2660 m hoch gelegene Hauptort El Progreso, auch als "Zhota" bekannt, liegt 15,5 km westlich vom Kantonshauptort Nabón. Er ist über eine 4 km lange Nebenstraße von der Fernstraße E35 (Cuenca–Loja) aus erreichbar.
Die Parroquia El Progreso grenzt im Nordosten und im Osten an die Parroquia Las Nieves, im Südosten an die Parroquia Susudel (Kanton San Felipe de Oña), im Südwesten an den Kanton Saraguro in der Provinz Loja mit den Parroquias Lluzhapa und Sumaypamba sowie im Nordwesten an den Kanton Santa Isabel mit den Parroquias Santa Isabel und Abdón Calderón.

## Geschichte
Am 4. August 1961 wurde die Parroquia unter dem Namen "Santa Rosa de Zhota" gegründet. Am 15. Oktober 1961 wurde diese in "El Progreso" (span. für „Der Fortschritt“) umbenannt.